# Repaire noble
Un repaire noble désigne sous l'Ancien Régime, en Périgord, un château, un manoir ou une maison fortifiée
Ce terme de repaire noble remplace progressivement celui « d'hôtel noble » qui reste utilisé jusqu'à la fin du XVIe siècle.

Le repaire noble est le plus souvent la résidence de la noblesse, mais bon nombre de ces repaires nobles sont également habités par des « bourgeois vivant noblement », c'est-à-dire de leurs revenus, sans exercer d'activité.
L'achat des droits seigneuriaux dus sur une propriété permettait d'en faire un repaire noble.